# Stéphane Goël
Pour les articles homonymes, voir Goël.
 (octobre 2023).
L'article doit être relu — et modifié si nécessaire — par des contributeurs indépendants pour apporter un regard critique aux contributions effectuées en violation des conditions d'utilisation de Wikipédia, tant sur la forme (notamment concernant le style encyclopédique, la proportionnalité) que sur le fond (la neutralité de point de vue, la qualité et l'indépendance des sources).
 (août 2022).
Si vous disposez d'ouvrages ou d'articles de référence ou si vous connaissez des sites web de qualité traitant du thème abordé ici, merci de compléter l'article en donnant les références utiles à sa vérifiabilité et en les liant à la section « Notes et références ».
Stéphane Goël, né à Carrouge le 21 octobre 1965, est un cinéaste, réalisateur et producteur vaudois.

## Biographie
Né en 1965 à Lausanne, Suisse, Stéphane Goël travaille comme monteur et réalisateur indépendant à partir de 1985. 
Il réside et travaille à New York entre 1987 et 1993, où il se forme au documentaire au Global Village et effectue des stages avec Dan Reeves, John Reilly et Julie Gustafson. Il collabore avec plusieurs artistes et réalisateurs comme Nam June Paik, Paul Garrin, Alexander Hahn, David Cameron ou encore Shigeko Kubota. 
Il produit ou réalise de nombreux documentaires pour le cinéma ou la télévision. 
En 1994, il reçoit le Prix « Jeunes créateurs » de la Fondation vaudoise pour la culture. Son documentaire Sur les traces des pharaons noirs est sélectionné et primé dans plusieurs festivals.

## Documentaires
- 1990 : La république de l'utopie (Portraits USA)
- 1990 : Chroniques cathodiques
- 1993 : Photo de classe
- 1993 : À l'ouest du Pecos
- 1995 : Lorsque mon heure viendra
- 1995 : Le garçon s'appelait Apache
- 1997 : Campagne perdue
- 1997 : L'or de la réserve
- 1998 : Une jeunesse au goût de terre
- 2001 : Architectour de Suisse
- 2003 : Le poison – le crime de Maracon
- 2005 : DESIGNsuisse (ADN)
- 2005 : Sur les traces des pharaons noirs[3]
- 2006 : Qué viva Mauricio Demierre, présenté en première au Festival de Locarno[4]
- 2007 : Le crépuscule des Celtes
- 2007 : Le secret
- 2010 : Prud'hommes, présenté en première au Festival de Locarno[5],[6],[7]
- 2012 : De la cuisine au parlement
- 2015 : Fragments du paradis, présenté en première au Festival de Locarno[8],[9]
- 2015 : Les sables sans fin de l'absence
- 2018 : Insulaire, présenté en première au Festival de Locarno[10],[11],[12],[13]
- 2020 : Citoyen Nobel (sur Jacques Dubochet), présenté aux Journées cinématographiques de Soleure[14],[15],[16]
- 2020 : Les pestiférés, court-métrage de la collection Lockdown by Swiss Filmakers[17]
- 2021 : De la cuisine au parlement - Édition 2021, présenté aux Journées cinématographiques de Soleure[18],[19],[20]
- 2022 : État de nécessité

## Reportages
- 1999 : La dernière bataille du cheval suisse (reportage Temps présent)
- 2000 : Le pari africain  (reportage Viva)
- 2002 : Au secours, l'insécurité revient ! (reportage Temps présent)
- 2003 : Voyage au noir (reportage Temps présent)
- 2004 : Bons baisers de Moscou (reportage Temps présent)
- 2011 : La forge de l'alchimiste (reportage Passe-moi les jumelles)
- 2013 : Ailes de jour, belles de nuit (reportage Passe-moi les jumelles)

## Vidéos de création
- 1989 : Loin du cœur (Random)
- 1989 : Camera, man!
- 1990 : L'importance du temps passé ; oublier
- 2021 : Double tombeau / À force d'en découdre d'après deux poèmes de Sylviane Dupuis et Mary-Laure Zoss[21]
- 2022 : Autrans, video-clip pour Sara Oswald

## Expositions
- 2014 : Aux origines des pharaons noirs (Installation vidéo) Laténium de Neuchâtel[22]
- 2015 : Gustave Roud, les traces éparses du paradis (Installation vidéo) Musée d'Art de Pully[23]

## Production
- 2007 : Le train le plus difficile du monde de Daniel Wyss
- 2007 : Mondes contraires de Camille Cottagnoud
- 2008 : La Forteresse de Fernand Melgar
- 2011 : Vol Spécial de Fernand Melgar
- 2014 : La barque n'est pas pleine de Daniel Wyss
- 2015 : Atterrissage forcé de Daniel Wyss
- 2018 : Les dames de Stéphanie Chuat et Véronique Reymond
- 2020 : Impériale de Coline Confort
- 2022 : Ardente.x.s de Patrick Muroni
- 2022 : Garçonnières de Céline Pernet
- 2023 : Arrière-Pays de Céline Pernet et Daniel Wyss
- 2023 : Amarynthos, à la recherche du temple perdu de Sébastien Reichenbach

### Sources
- « Stéphane Goël », sur la base de données des personnalités vaudoises sur la plateforme « Patrinum » de la Bibliothèque cantonale et universitaire de Lausanne.
- 24 heures, 21 avril 2005, p. 15, avec photographie des six membres de Climage.
- L'Hebdo, 14 avril 2005, p. 80-83.
- Climage.ch
- LeTemps.ch |
- LeCourrier.ch